# Lucho González (Musiker)
Lucho González (* in Peru) ist ein argentinischer Gitarrist und Sänger.
González war vom Ende der 1960er Jahre bis zu deren Tod 1983  Gitarrist der Cantautora Chabuca Granda. Er trat u. a. mit Mercedes Sosa, Ana Belén und Víctor Manuel auf und bildete ein Trio mit Tomatito und Luis Salinas. Mit Lito Vitale und Bernardo Baraj bildet er 1985 das El Trio, mit dem er das gleichnamige Album aufnahm. Neben zahlreichen Aufnahmen als Sideman spielte González zwei Soloalben ein: Esta parte del camino (2000) und, als Hommage an Chabuca Grande, Chabuca de Cámara (2009).